# 1450 w literaturze
Wydarzenia literackie w 1450 roku.

## Urodzili się
- 18 sierpnia – Marko Marulić, chorwacki poeta (zm. 1524[1][2])